# Браунхофе (Болцано)
Браунхофе је насеље у Италији у округу Болцано, региону Трентино-Јужни Тирол.
Према процени из 2011. у насељу је живело 168 становника. Насеље се налази на надморској висини од 1336 м.